# 미로슬라우 카르한
미로슬라우 카르한(슬로바키아어: Miroslav Karhan, 1976년 6월 21일 ~ )은 슬로바키아의 전 축구 선수, 지도자로 포지션은 현역 시절 미드필더였다.
1994년 FC 스파르타크 트르나바에서 선수 생활을 시작했으며, 이후 레알 베티스 (1999~2000), 베식타시 JK (2000~2001), VfL 볼프스부르크 (2001~2007)를 거쳐, 2007년 1. FSV 마인츠 05로 이적하였다.
슬로바키아 국가대표 선수로 활약하여 1995년부터 2011년까지 A매치 107경기에서 14골을 넣었으며, 마레크 함시크의 갱신 직전까지 슬로바키아 대표팀 최다 출장 기록을 보유했다. 2002년에 슬로바키아 올해의 축구 선수로 선정된 바 있다.

## 같이 보기
- A매치 100경기 이상 출전한 축구 선수 명단